# Кенсал-Грін (станція)
51°31′50″ пн. ш. 0°13′30″ зх. д. / 51.530556° пн. ш. 0.225° зх. д.

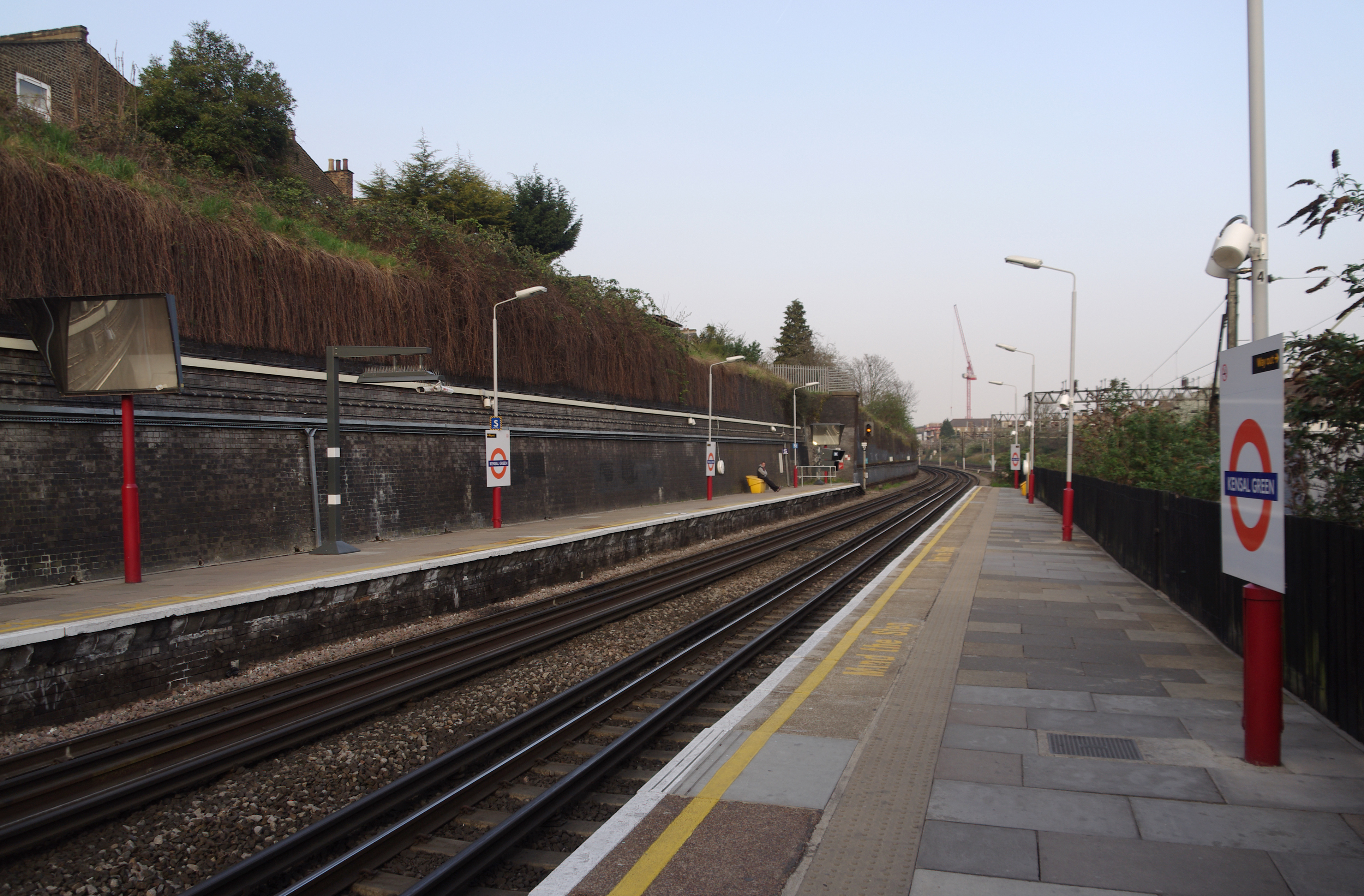
Платформа станції Кенсал-Грін

Кенсал-Грін (англ. Kensal Green) — станція Лондонського метрополітену лінії Бейкерлоо та London Overground лінії Watford DC line, розташована у районі Кенсал-Грін, у 2-й тарифній зоні. В 2017 році пасажирообіг станції, для London Overground, склав 0.658 млн осіб, для Лондонського метро — 2.69 млн осіб
- 1 жовтня 1916 — відкриття станції у складі London and North Western Railway (LNWR)[5]

## Пересадки
- на автобуси London Buses маршруту 18 та нічного маршруту N18.